# Euthera fascipennis
Euthera fascipennis là một loài ruồi trong họ Tachinidae.